# Kretówki
Kretówki – polana w Paśmie Jaworzyny w Beskidzie Sądeckim. Znajduje się na bocznym grzbiecie odchodzącym od Makowicy w południowym kierunku. Administracyjnie należy do miejscowości Sucha Struga, do przysiółka o nazwie również Kretówki. Znajduje się tuż po wschodniej stronie nienazwanego szczytu 732 m, na siodle przełączki 718 m. W 2010 jeszcze była koszona, a siano zwożono. Jednak jej powierzchnia już znacznie zmniejszyła się. Jak wynika z mapy Geoportalu, dawniej łączyła się z inną polaną i przysiółkiem Za Halą (również należącym do Suchej Strugi), obecnie są to już oddzielne polany przedzielone sporym lasem.
Nazwa polany pochodzi od nazwiska dawnego właściciela (Kret), lub po prostu od kopców kretów, nazywanych na Podhalu kretówkami. Z polany panorama widokowa na południową i północną stronę. Widoki psuje linia energetyczna ciągnąca się na obydwu stokach polany oraz transformator stojący na samym grzbiecie. Na polanie skrzyżowanie szlaków turystycznych. W dolnej części południowych stoków polany znajdują się za kępą drzew pojedyncze zabudowania przysiółka Kretówki (niewidoczne ze szlaku turystycznego).

## Szlaki turystyczne
Rytro – Kretówki – Schronisko Cyrla – Hala Pisana – Schronisko PTTK na Hali Łabowskiej – Runek – Jaworzyna Krynicka
 – szlak gminny z Głębokiego na Kretówki

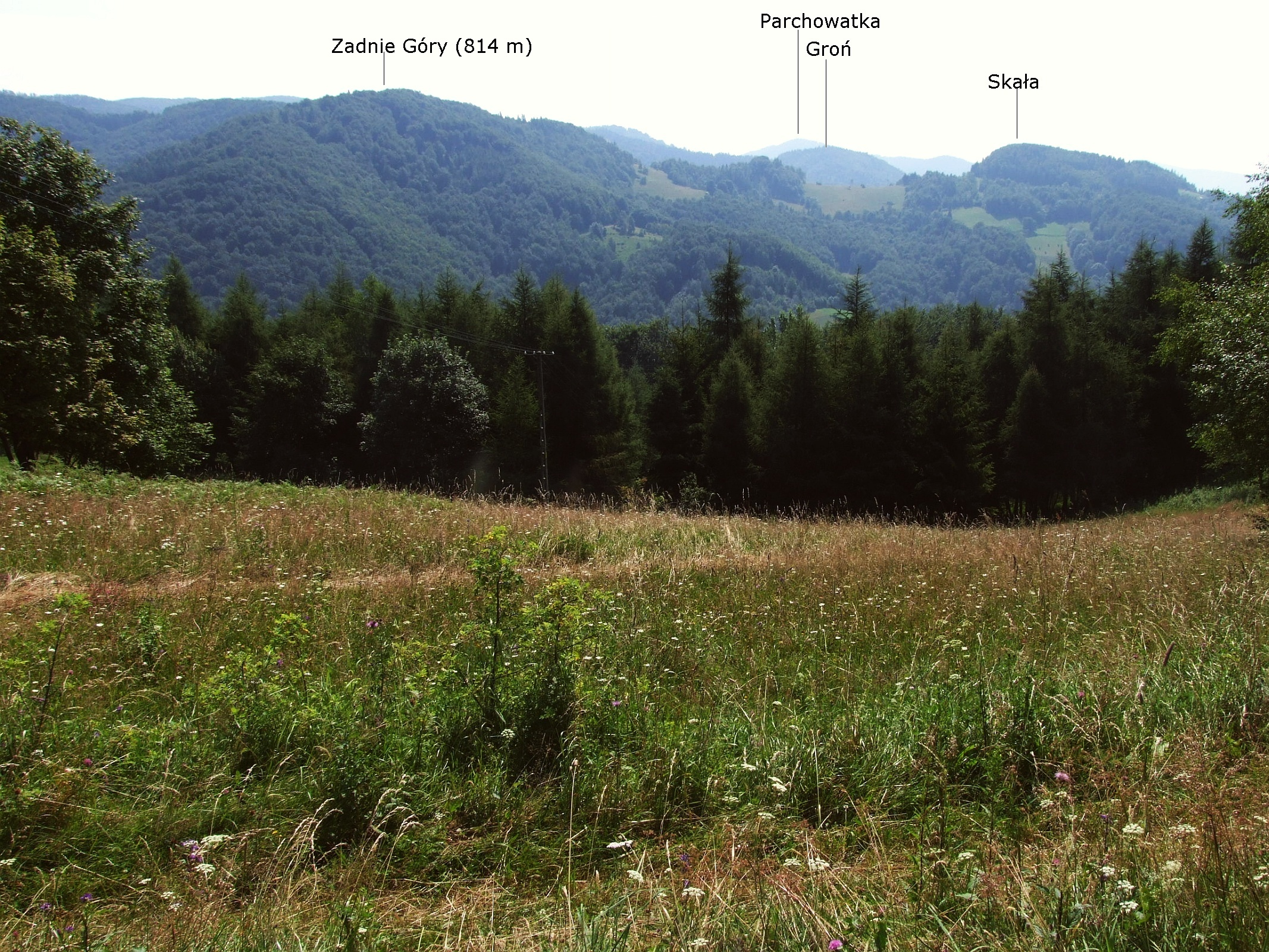
Widok z Kretówek na południową stronę